# Steuer-Euroglättungsgesetz
Das Steuer-Euroglättungsgesetz (StEuglG) ist ein deutsches Bundesgesetz, durch das in den Steuergesetzen enthaltene DM-Beträge auf Euro umgestellt wurden.
Das Gesetz schreibt in 38 Artikeln die „glatte“ Umrechnung aller bisher in D-Mark angegebenen Betragsvorgaben vor. Dabei wurde jedoch nicht der exakte Umrechnungskurs von 1:1,95583 angewandt, sondern die meisten Beträge wurden zu Gunsten der Steuerzahler aufgerundet.